# Marc Bourgne

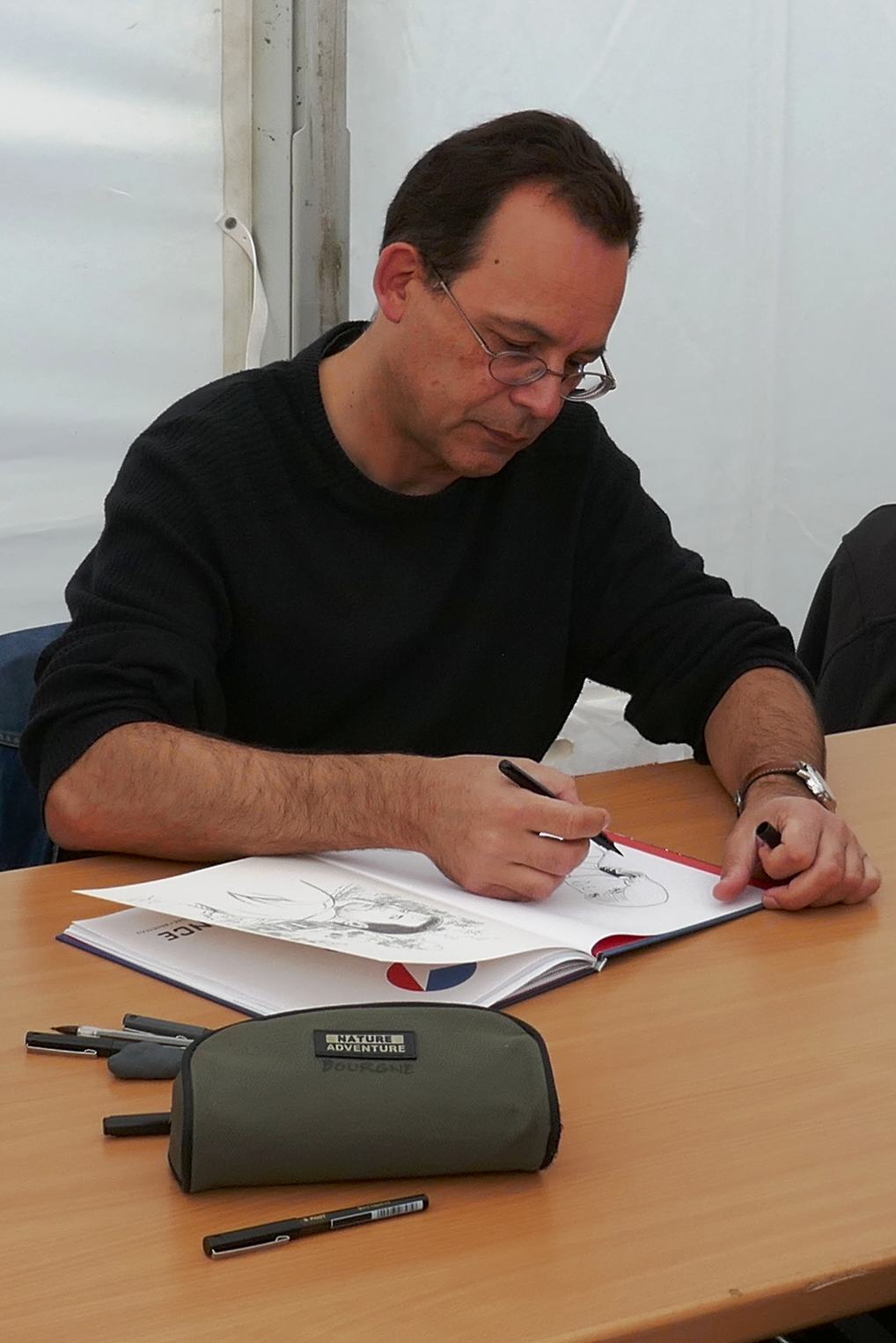
Marc Bourgne

Marc Bourgne (* 11. März 1967 in Versailles) ist ein französischer Comicautor und -zeichner.

## Künstlerischer Werdegang
Seit Bourgne neun Jahre alt war, wollte er Comiczeichner werden. Doch zunächst studierte er Geschichte an der Pariser Universität Sorbonne, um nach eigenen Worten „zunächst einmal einen ‚richtigen‘ Beruf zu erlernen“. Das Zeichnen brachte er sich autodidaktisch bei.
Von 1992 bis 1997 veröffentlichte Bourgne bei Dargaud mit Être libre seine erste Serie. Die insgesamt vier Bände, die von den Erlebnissen zweier Jugendlicher in Alaska handeln, wurden von Bourgne selbst geschrieben und gezeichnet. Im Anschluss hieran wurde Bourgne von Dargaud als Nachfolgezeichner für die Serie Der rote Korsar auserwählt. Nach Texten von Christian Perrissin stellte Bourgne hier vier Alben fertig, bis die Serie dann 2004 eingestellt wurde.
Parallel zu seiner Arbeit an Der rote Korsar entwarf Bourgne mit Frank Lincoln auch wieder eine von ihm selbst geschriebene Serie, die seit 2000 bei Glénat erscheint. Handlungsort der Serie über einen Privatdetektiv ist erneut Alaska. Bisher sind fünf Bände erschienen. Seit 2006 beteiligt sich Bourgne außerdem als Zeichner an Serien, die aufgrund ihres Umfangs und ihrer zügigen Erscheinungsweise von mehreren Zeichnern umgesetzt werden. So zeichnete er den zweiten Zyklus (insgesamt vier Bände) der dreizehnteiligen Serie Voyageur nach Texten von Pierre Boisserie und Éric Stalner. Außerdem war er als einer von mehreren Zeichnern an dem I.R.$.-Spin-off I.R.$. All Watcher beteiligt. Seit 2012 ist er neben Benjamin Benéteau Zeichner der Serie Michel Vaillant.
Gelegentlich ist Bourgne auch als Texter für andere Zeichner tätig. So textete er von 2004 bis 2006 für Franck Bonnet die dreiteilige Serie Vell’a. Für denselben Zeichner verfasst er außerdem seit 2009 die Skripts für die Serie Les Pirates de Barataria. Auch schrieb er mit Le dernier des Mohicans ein Szenario für die Reihe Les incontournables de la littérature en BD, das von Marcel Uderzo zeichnerisch umgesetzt wurde.
Auf Deutsch sind von Marc Bourgnes Arbeiten als Zeichner bisher Der Rote Korsar, Frank Lincoln und Michel Vaillant erschienen. Von seinen Arbeiten als Szenarist erschien bisher Der letzte Mohikaner auf Deutsch.